# Eldar Rønning
Eldar Rønning (Trondheim, 11 juni 1982) is een Noorse langlaufer.

## Carrière
Rønning maakte in januari 2003 in het Estse Otepää zijn wereldbekerdebuut, twee maanden later behaalde hij in Oslo zijn eerste toptien klassering. In februari 2005 boekte de Noor in Reit im Winkl, Duitsland zijn eerste wereldbekerzege, tijdens de wereldkampioenschappen langlaufen 2005 in Oberstdorf eindigde hij als elfde op de sprint. In het seizoen 2006/2007 wist Rønning drie wereldbekerwedstrijden op zijn naam te schrijven en boekte hij een etappezege in de Tour de Ski, in het eindklassement van de wereldbeker eindigde hij als derde. Op de wereldkampioenschappen langlaufen 2007 in het Japanse Sapporo veroverde de Noor de bronzen medaille op de sprint, op de 30 kilometer achtervolging eindigde hij als twaalfde en op de 50 kilometer klassiek als zevenentwintigste. Samen met Odd-Bjørn Hjelmeset, Lars Berger en Petter Northug sleepte hij de wereldtitel in de wacht op de 4x10 kilometer estafette. Twee jaar later nam Rønning in het Tsjechische Liberec deel aan de wereldkampioenschappen langlaufen 2009, op dit toernooi eindigde hij als zevende op de 15 kilometer klassiek en als achtentwintigste op de 30 kilometer achtervolging. Op de estafette veroverde hij samen met Odd-Bjørn Hjelmeset, Tore Ruud Hofstad en Petter Northug de wereldtitel.

## Resultaten

### Wereldkampioenschappen
| Jaar | Plaats     | Resultaten                                                                                           |
| ---- | ---------- | --- |
| 2005 | Oberstdorf | 5e Sprint (klassieke stijl)                                                                          |
| 2007 | Sapporo    | Sprint (klassieke stijl) · 12e 30 km achtervolging · 27e 50 km (klassieke stijl) · 4x10 km estafette |
| 2009 | Liberec    | 7e 15 km (klassieke stijl) · 28e 30 km achtervolging · 4x10 km estafette                             |

### Wereldbeker

#### Eindklasseringen
| Seizoen   | Plaats | Punten |
| --------- | ------ | ------ |
| 2002/2003 | 62e    | 49     |
| 2003/2004 | 53e    | 102    |
| 2004/2005 | 10e    | 349    |
| 2005/2006 | 11e    | 355    |
| 2006/2007 | Brons  | 557    |
| 2007/2008 | 13e    | 463    |
| 2008/2009 | 12e    | 530    |

#### Wereldbekerzeges
| Datum            | Plaats        | Onderdeel                    |
| ---------------- | ------------- | ---------------------------- |
| 13 februari 2005 | Reit im Winkl | Sprint (klassieke stijl)     |
| 28 oktober 2006  | Düsseldorf    | Sprint (vrije stijl)         |
| 26 november 2006 | Kuusamo       | 15 km (klassieke stijl)      |
| 13 december 2006 | Cogne         | 15 km (klassieke stijl)      |
| 6 januari 2007   | Cavalese      | 30 km (klassieke stijl) TdS  |
| 10 februari 2008 | Otepää        | Sprint (klassieke stijl)     |
| 3 januari 2010   | Oberhof       | Sprint (klassieke stijl) TdS |

*TdS = Etappezege in de Tour de Ski.